# Chloe Arthur
Chloe Arthur (Erskine, 21 gennaio 1995) è una calciatrice britannica, centrocampista del Crystal Palace e difensore della nazionale scozzese.

## Carriera

### Club
Chloe Arthur cresce calcisticamente nella Youth Academy del Celtic, approdando alla prima squadra e giocando in Scottish Women's Premier League all'età di 17 anni.
Nel dicembre 2014 si trasferisce, assieme alla compagna di squadra Heather Richards, all'Hibernian,, squadra con la quale termina al secondo posto, dietro al Glasgow City, nel campionato scozzese 2015 e raggiunge la finale della Scottish Women's Cup, perdendola 3-0 sempre con il Glasgow City.
Nel gennaio 2016, dopo un solo anno a Edimburgo, decide di trasferirsi al Bristol City per giocare in FA Women's Super League 2, l'allora denominazione del secondo livello del campionato inglese femminile di calcio.. Fa il suo esordio con la maglia della sua nuova squadra il 14 febbraio, nell'incontro di FA Women's Cup vinto 7-1 sulle avversarie del QPR, e finisce la sua prima stagione con un tabellino di 20 presenze e 3 reti segnate, con la squadra che si classifica seconda in campionato dietro allo Yeovil Town e festeggiando con le compagne la promozione in FA Women's Super League 1. L'8 febbraio 2017 la società annuncia di aver stipulato con Chloe Arthur il rinnovo per un'altra stagione, soprannominata "Spring Series" in quanto edizione di passaggio dallo schema di torneo "estivo" a uno schema di torneo "invernale", dove realizza 2 reti su 8 presenze.
Nel luglio 2017 sottoscrive con le Vixens un nuovo rinnovo di contratto per la stagione entrante.
Il 25 luglio 2018 decide di trasferirsi, stipulando un contratto biennale con il Birmingham City per giocare nella ridenominata FA Women's Super League il campionato 2018-2019.

## Palmarès

### Club
- Campionato inglese di seconda divisione: 1

Crystal Palace: 2023-2024